# Frank Sinatra/Diskografie
Diese Diskografie ist eine Übersicht über die musikalischen Werke des US-amerikanischen Sängers, Schauspielers und Entertainers Frank Sinatra. Den Quellenangaben und Schallplattenauszeichnungen zufolge hat er bisher mehr als 150 Millionen Tonträger verkauft, damit zählt er zu den Interpreten mit den meisten verkauften Tonträgern weltweit. Seine erfolgreichste Veröffentlichung ist das Album Duets mit über 3,9 Millionen verkauften Einheiten.

## Alben

### Studioalben

#### Originale Studioalben (LPs)
Im Folgenden sind die durchgeplanten Konzeptalben aufgeführt; mit seinem erstgenannten Columbia-Album von 1946 gilt Sinatra als einer der Erfinder dieses Genres.
| - The Voice of Frank Sinatra (Columbia, erschienen als Album 1946, als LP 1948) - Songs by Sinatra (Columbia, Album 1947, LP 1949) - Frankly Sentimental (Columbia, 1949) - Dedicated to You (Columbia, 1950) - Sing and Dance with Frank Sinatra (Columbia, 1950) - Songs for Young Lovers (Capitol, 1954) - Swing Easy (Capitol, 1954) - In the Wee Small Hours (Capitol, 1955) - Songs for Swingin’ Lovers (Capitol, 1956) - Close to You (Capitol, 1957) - A Swingin’ Affair (Capitol, 1957) - Where Are You? (Capitol, 1957) - Come Fly with Me (Capitol, 1958) - Sinatra Sings for Only the Lonely (Capitol, 1958) - Come Dance with Me (Capitol, 1959) - No One Cares (Capitol, 1959) - Nice ’n’ Easy (Capitol, 1960) - Sinatra’s Swingin’ Session (Capitol, 1961) - Ring-A-Ding-Ding (Reprise, 1961) - Come Swing with Me (Capitol, 1961) - Swing Along with Me (= Sinatra Swings) (Reprise, 1961) - I Remember Tommy (Reprise, 1961) - Sinatra and Strings (Reprise, 1962) - Point of No Return (Capitol, 1962) - Sinatra and Swingin’ Brass (Reprise, 1962) - Sinatra Sings Great Songs From Great Britain (Reprise, 1962) - All Alone (Reprise, 1962) - Sinatra-Basie: An Historic Musical First (Reprise, 1963, mit Count Basie) | - The Concert Sinatra (Reprise, 1963) - Sinatra’s Sinatra (Reprise, 1963) - Sinatra Sings … Academy Award Winners (Reprise, 1964) - Sinatra-Basie: It Might as Well Be Swing: A Meeting of Giants (Reprise, 1964, mit Count Basie) - Softly as I Leave You (Reprise, 1964) - Sinatra 65: The Singer Today (Reprise, 1965) - September of My Years (Reprise, 1965) - My Kind of Broadway (Reprise, 1965) - Moonlight Sinatra (Reprise, 1966) - Strangers in the Night (Reprise, 1966) - That’s Life (Reprise, 1966) - Francis Albert Sinatra & Antônio Carlos Jobim (Reprise, 1967) - The World We Knew (Reprise, 1967) - Francis A. & Edward K. (Reprise, 1968, mit Duke Ellington) - Cycles (Reprise, 1968) - My Way (Reprise, 1969) - A Man Alone (Reprise, 1969) - Watertown (Reprise, 1970) - Sinatra & Company (Reprise, 1971) - Ol’ Blue Eyes Is Back (Reprise, 1973) - Some Nice Things I’ve Missed (Reprise, 1974) - The Main Event – Live (Reprise, 1974) - Trilogy: Past – Present – Future (Reprise, 1980) - She Shot Me Down (Reprise, 1981) - L.A. Is My Lady (QWest/Warner, 1984) - Duets (Capitol, 1993) - Duets II (Capitol, 1994) |

#### Originale Studioalben mit von Sinatra dirigiertem Orchester
- Sinatra Conducts the Music of Alec Wilder (Columbia, erschienen 1946) (instrumental)
- Tone Poems of Colour (Capitol, 1956) (instrumental)
- Peggy Lee – The Man I Love (Capitol, 1957)
- Dean Martin – Sleep Warm (Capitol, 1959)
- Sinatra Conducts Music from Pictures and Plays (Reprise, 1962) (instrumental)
- Sylvia Syms – Syms by Sinatra (Warner, 1982)
- Charles Turner – What’s New? (Chas Records, 1983) (instrumental)

### Livealben (LPs/CDs)
Gemessen an der großen Anzahl professionell mitgeschnittener Konzerte (es sind weit über 300 aus allen Jahrzehnten seiner Karriere und für alle Sinatra-Labels) sind über längere Zeit vergleichsweise wenige offizielle Live-Alben auf LP bzw. CD herausgekommen – das erste erst 1966, und nur vier weitere zu seinen Lebzeiten. Die allermeisten Alben sind ein Mix aus verschiedenen Auftritten. 2006 erschien erstmals eine umfassendere Live-Box. (Die zahllosen kursierenden Bootlegs bleiben im Folgenden unberücksichtigt).
- Sinatra at the Sands (Doppelalbum mit Count Basie, Reprise 1966) (Mix aus verschiedenen Konzerten)
- The Main Event – Live (Reprise, 1974) (Mix)
- Sinatra & Sextet Live in Paris (Reprise, aufgenommen 7.(!) Juni 1962, erschienen 1992) (gekürzt)
- Sinatra 80th Live (Capitol, aufgenommen 1987/1988, erschienen 1995) (Mix)
- Live In Australia with the Red Norvo Quintet (Capitol/Blue Note, aufgenommen 1959, erschienen 1997) (Mix)
- Sinatra ’57 Live in Seattle (DCC Gold/Artanis, aufgenommen 1957, erschienen 1999) (gekürzt)
- The Summit: In Concert 1962 (DCC Gold/Artanis, mit Dean Martin und Sammy Davis jr., erschienen 1999) (Mix)
- Royal Festival Hall (Artanis/TRAMA, aufgenommen 1962, erschienen 2000 nur in Brasilien) (Mix)
- The Jerusalem Concert (Artanis/TRAMA, aufgenommen 1975/ein Song 1976, erschienen 2000 nur in Brasilien) (Mix)
- The Rat Pack Live at the Sands (Capitol, aufgenommen 1963, erschienen 2003) (Mix)
- Live and Swingin’: The Ultimate Rat Pack Collection (Reprise DVD und CD, mit Dean Martin und Sammy Davis jr., CD aufgenommen 1962, erschienen 2003) (CD: Mix)
- Sinatra Live from Las Vegas (Capitol, aufgenommen 1986, erschienen 2005) (Mix)
- Sinatra: Vegas (Reprise 1 DVD/4 CD-Box, aufgenommen CD 1 1961/CD 2 1966/CD 3 1982/CD 4 1987, erschienen 2006) (Mix)
- Sinatra Live at the Meadowlands (Concord, aufgenommen 14. März 1986, erschienen 2009) (gekürzt)
- Sinatra: New York (Reprise 1 DVD/4 CD-Box, aufgenommen CD 1 1955–1963/CD 2 1974/CD 3 1974/CD 4 1984–1990, erschienen 2009) (Mix)

### Kompilationen (Auswahl)
Aus den unzähligen erschienenen Samplern bzw. Kompilationen sind in dieser Liste nur einige der derzeit gängigsten und verbreitetsten enthalten:
- The Capitol Years (1990, Capitol)
- New York New York – His 24 Greatest Hits (1997, Reprise)
- My Way – The Best of Frank Sinatra (1997, Reprise)
- The Best of the Columbia Years (1998, Columbia)
- Sinatra Swings (1998, Columbia)
- Classic Sinatra (1998, Laserlight)
- Romance (2002, Reprise)
- The Essential (2005, mit dem Tommy-Dorsey-Orchestra, Sony BMG)
- Nothing But the Best (2008, Reprise/Frank Sinatra Enterprises)
- Seduction – Sinatra Sings of Love (2009, Reprise/Frank Sinatra Enterprises)
- Classic Sinatra II (2009, Capitol)
- Sinatra, With Love (2014, Capitol)
- Ultimate Sinatra (2015)
- Icon Christmas: Frank Sinatra (2015)

### Studioaufnahmen für Filmsoundtracks
- (1940–1964) Frank Sinatra in Hollywood (Reprise/Rhino, 2002, 6 CD)

### Originale Weihnachtsalben
- Christmas Songs by Sinatra (solo, Columbia, 1948)
- A Jolly Christmas from Frank Sinatra (solo, Capitol, 1957)
- Have Yourself a Merry Little Christmas (mit diversen Gaststars, Reprise, 1963)
- 12 Songs of Christmas (mit Bing Crosby, Reprise, 1964)
- The Sinatra Family Wish You a Merry Christmas (mit Nancy Sinatra, Tina Sinatra und Frank Sinatra jr., Reprise, 1968)

## Singles und Lieder

### Bedeutende Lieder (Auswahl)
Zu seinen wichtigsten und bekanntesten Liedern, die ihn teils über Jahrzehnte begleiteten (an die 1300 verschiedenen Songs hat er insgesamt im Studio aufgenommen, weitere 600 nur im Radio, im Fernsehen oder bei Konzerten gesungen), gehören unter anderem:
| - All or Nothing at All (von Sinatra aufgenommen erstmals 1939) - All the Way (erstmals 1957) - Angel Eyes (erstmals 1958) - April in Paris (erstmals 1950) - The Best Is Yet to Come (erstmals 1964) (seit 1998 Inschrift auf Sinatras Grabstein) - Bewitched (erstmals 1957) - Come Fly with Me (erstmals 1957) - Come Rain or Come Shine (erstmals 1946) - Embraceable You (erstmals 1944) - Everything Happens to Me (erstmals 1941) - Five Minutes More (erstmals 1946) - Fly Me to the Moon (erstmals 1964) - A Foggy Day (erstmals 1953) - Fools Rush In (Where Angels Fear to Tread) (erstmals 1940) - For Once in My Life (erstmals 1969) - The Girl from Ipanema (erstmals 1967 mit Antônio Carlos Jobim) - Guess I’ll Hang My Tears Out to Dry (erstmals 1946) - High Hopes (erstmals 1959) - The House I Live In (erstmals 1945) - I Get a Kick out of You (erstmals 1943) - I Won’t Dance (erstmals 1956) - I’ll Never Smile Again (erstmals 1939) - I’m a Fool to Want You (erstmals 1951) - I’ve Got the World on a String (erstmals 1953) - I’ve Got You Under My Skin (erstmals 1956) - In the Wee Small Hours of the Morning (erstmals 1955) - It Had to Be You (1979) - It Was a Very Good Year (1965) - The Lady Is a Tramp (erstmals 1956) - Let’s Get Away from It All (erstmals 1941) - London by Night (erstmals 1950) | - Love and Marriage (erstmals 1955) (Titelsong von Eine schrecklich nette Familie) - Luck Be a Lady (erstmals 1963) - Mack the Knife (erstmals 1984) - Me and My Shadow (mit Sammy Davis jr., 1962) - Moon River (1964) - Moonlight in Vermont (erstmals 1957) - My Funny Valentine (erstmals 1953) - My Kind of Town (1963) - My Way (erstmals 1968) - Nancy with the Laughing Face (erstmals 1944) - Nice ’n’ Easy (erstmals 1960) - Night and Day (erstmals 1942) - Ol’ Man River (erstmals 1944) - One for My Baby (and One More for the Road) (erstmals 1947) - Put Your Dreams Away (erstmals 1944) - She’s Funny That Way (erstmals 1942) - Soliloquy (erstmals 1946) - Somethin’ Stupid (mit seiner Tochter Nancy Sinatra, 1966) - The Song Is You (erstmals 1942) - Strangers in the Night (erstmals 1966) - Summer Wind (erstmals 1966) - (Love Is) The Tender Trap (erstmals 1955) - Theme from New York, New York (erstmals 1979) - Violets for Your Furs (erstmals 1941) - What Now My Love (erstmals 1966) - Where or When (erstmals 1945) - Why Try to Change Me Now (erstmals 1952) - Witchcraft (erstmals 1957) - Without a Song (erstmals 1940) - You Make Me Feel So Young (erstmals 1956) - Young at Heart (erstmals 1954) |

### Songmaterial, Arrangeure und Orchesterleiter
Frank Sinatra war vor allem Liedinterpret; die Texte und Melodien der von ihm gesungenen Lieder stammten in den allermeisten Fällen von anderen.
Zu den am häufigsten in seinem Repertoire erscheinenden Komponisten und Songschreibern zählen Harold Arlen, Irving Berlin, Johnny Burke, Sammy Cahn, George Gershwin, Ira Gershwin, Mack Gordon, Oscar Hammerstein, Lorenz Hart, Antônio Carlos Jobim, Jerome Kern, Frank Loesser, Rod McKuen, Johnny Mercer, Cole Porter, Richard Rodgers, Jule Styne, Jimmy Van Heusen, Victor Young und Ned Washington.
Aus dem deutschsprachigen Raum sind unter anderem Kurt Weill und Bert Kaempfert vertreten; der einzige deutsche Komponist, der direkt einen Song für Sinatra komponierte, war Heinz Kiessling. Aus den Reihen jüngerer Komponisten und Songwriter sind unter anderem Peter Allen, die Beatles, Jim Croce, John Denver, Neil Diamond, Gayle Caldwell, Eric Carmen, Billy Joel, Elton John, Bruce Johnston, Kris Kristofferson, Barry Manilow, Joni Mitchell, Joe Raposo, Paul Ryan, Neil Sedaka, Paul Simon und Jimmy Webb zu finden.
Nur ganz gelegentlich betätigte Sinatra sich selbst als Liedtexter, nämlich bei This Love of Mine (1941), Peachtree Street (1950), Take My Love (1950), Sheila (1950), I’m a Fool to Want You (1951), Mr Success (1958) und dem Weihnachtslied Mistletoe and Holly (1957). Er nahm sich allerdings in vielen weiteren Fällen die Freiheit, einige Worte oder Zeilen in den von Anderen geschriebenen Textzeilen für seine eigene Aufnahme abzuändern.
Die Arrangeure und Studio-Orchesterleiter, mit denen Sinatra bei seinen Studioaufnahmen am häufigsten und längsten zusammenarbeitete, waren Axel Stordahl (von 1940 bis 1961), Nelson Riddle (1953–1985), Billy May (1957–1988), Gordon Jenkins (1957–1981) und Don Costa (1961–1982). Daneben arrangierten unter anderem auch Heinie Beau, Billy Byers, Eumir Deodato, Robert Farnon, Ernie Freeman, Neal Hefti, Skitch Henderson, Quincy Jones, Johnny Mandel, Claus Ogerman, Sy Oliver, George Siravo und Torrie Zito für Sinatra.
Als Orchesterleiter bei Konzerten begleiteten ihn ab 1943 vor allem Skitch Henderson (1940er und frühe 1950er Jahre), Bill Miller (seit den 1950er Jahren bis 1970, 1974–1978 und 1986–1988), Quincy Jones (1958 und 1964–1966), Vincent Falcone jr. (1978–1983 und 1985–1986), Joe Parnello (1983–1985) und zuletzt sein Sohn Frank Sinatra jr. (1988–1995). Seine Arrangeure Riddle, Jenkins und Costa hingegen traten nur vergleichsweise selten in dieser Position in Erscheinung. Bei der von Sinatra 1961 ausgerichteten Inaugurationsgala für John F. Kennedy begleitete ihn Leonard Bernstein. Auf Tournee ging Sinatra auch mit den kompletten Big Bands von Count Basie, Joe Bushkin, Woody Herman, Sy Oliver, Raymond Paige und Buddy Rich sowie mit verschiedenen Philharmonie- und Sinfonieorchestern aus den USA, Europa und Australien.

## Videoalben (VHS/DVD)
Im Folgenden sind nur offiziell autorisierte Veröffentlichung von Sinatras Konzerten genannt.
- Live and Swingin’: The Ultimate Rat Pack Collection (Reprise DVD und CD, mit Dean Martin und Sammy Davis jr., aufgenommen DVD 20. Juni 1965)
- Sinatra in Concert at Royal Festival Hall (Warner, aufgenommen 1970(!)) (gekürzt)
- Sinatra – The Main Event (Warner, aufgenommen 13. Oktober 1974) [nicht identisch mit dem Album]
- Sinatra: Vegas (Reprise 1 DVD/4 CD-Box, aufgenommen DVD 5. Mai 1978)
- Sinatra – The First 40 Years (Warner, aufgenommen 12. Dezember 1979) (gekürzt)
- Sinatra: New York (Reprise 1 DVD/4 CD-Box, aufgenommen DVD 25. Juni 1980)
- Concert for the Americas (mit Buddy Rich, Warner, aufgenommen 20. August 1982)
- Sinatra in Japan (Warner, aufgenommen 18. April 1985) (gekürzt)
- The Voice – The Event (Videoevent, aufgenommen 27. September 1986) (nur in Italien erschienen)
- Frank, Liza & Sammy: The Ultimate Event (mit Liza Minnelli und Sammy Davis jr., Warner/Kodak, aufgenommen 1988) (Mix)
- The Final Concert (ABC Australia, aufgenommen 6. März 1991) (nur in Australien erschienen)

## Boxsets
Die folgenden CDs bzw. Boxen enthalten jeweils die allermeisten von Sinatras Studioaufnahmen für das betreffende Label:
- (1939) Harry James featuring Frank Sinatra: The Complete Recordings (Columbia/Legacy, 1995)
- (1940–1942) Tommy Dorsey-Frank Sinatra: The Song Is You (RCA, 1994, 5 CD)
- (1943–1952) The Columbia Years – The Complete Recordings (Columbia/Legacy, 1993, 12 CD)
- (ergänzend 1943–1952) The V-Discs (Columbia/Legacy, 1994, 2 CD)
- (1953–1962) Capitol Concepts (Capitol, 2000, 21 CD [in der englischen Ausgabe])
- (1960–1988) The Complete Reprise Studio Recordings (Reprise, 1995, 20 CD)

## Chartplatzierungen

### Studioalben
| Jahr | Titel Musiklabel Katalog-Nr.                                                               | Höchstplatzierung, Gesamtwochen, AuszeichnungChartplatzierungen (Jahr, Titel, Musiklabel Katalog-Nr., Platzierungen, Wochen, Auszeichnungen, Anmerkungen) | Höchstplatzierung, Gesamtwochen, AuszeichnungChartplatzierungen (Jahr, Titel, Musiklabel Katalog-Nr., Platzierungen, Wochen, Auszeichnungen, Anmerkungen) | Höchstplatzierung, Gesamtwochen, AuszeichnungChartplatzierungen (Jahr, Titel, Musiklabel Katalog-Nr., Platzierungen, Wochen, Auszeichnungen, Anmerkungen) | Höchstplatzierung, Gesamtwochen, AuszeichnungChartplatzierungen (Jahr, Titel, Musiklabel Katalog-Nr., Platzierungen, Wochen, Auszeichnungen, Anmerkungen) | Höchstplatzierung, Gesamtwochen, AuszeichnungChartplatzierungen (Jahr, Titel, Musiklabel Katalog-Nr., Platzierungen, Wochen, Auszeichnungen, Anmerkungen) | Anmerkungen |
| Jahr | Titel Musiklabel Katalog-Nr.                                                               | DE | AT | CH | UK | US | Anmerkungen |
| ---- | ------------------------------------------------------------------------------------------ | --- | --- | --- | --- | --- | --- |
| 1946 | The Voice of Frank Sinatra Columbia C-112                                                  | — | — | — | — | US1 (18 Wo.)US | Erstveröffentlichung: 4. März 1946 mit dem Orchester von Axel Stordahl |
| 1947 | Songs by Sinatra – Volume I Columbia C-124                                                 | — | — | — | — | US2 (7 Wo.)US | Erstveröffentlichung: April 1947 Frank Sinatra mit Axel Stordahl & his Orchestra |
| 1948 | Christmas Songs by Sinatra Columbia C-167                                                  | — | — | — | — | US7 (1 Wo.)US | Erstveröffentlichung: November 1948 |
| 1949 | And the Band Sings Too Victor P-247                                                        | — | — | — | — | US9 (1 Wo.)US | Erstveröffentlichung: Oktober 1949 Tommy Dorsey & his Orchestra feat. Jack Leonard und Frank Sinatra |
| 1954 | Songs for Young Lovers Capitol H-488                                                       | — | — | — | — | US3 (44 Wo.)US | Erstveröffentlichung: Januar 1954 Frank Sinatra mit Nelson Riddle & his Orchestra |
| 1954 | Swing Easy Capitol H-528                                                                   | — | — | — | UK— GoldUK | US3 (38 Wo.)US | Erstveröffentlichung: 2. August 1954 Frank Sinatra mit Nelson Riddle & his Orchestra |
| 1955 | Frank Sinatra Sings Songs from his Warner Bros. Picture "Young at Heart" Capitol EAP 1-571 | — | — | — | — | US11 (6 Wo.)US | Erstveröffentlichung: Januar 1955 aus der Warner-Bros.-Produktion Man soll nicht mit der Liebe spielen (1955) von Gordon Douglas; enthält die Songs Young at Heart, Someone to Watch over Me, Just One of Those Things und You My Love |
| 1955 | In the Wee Small Hours Capitol W-581                                                       | — | — | — | UK— SilberUK | US1 Gold · (56 Wo.)US | Erstveröffentlichung: April 1955 Frank Sinatra mit Nelson Riddle & his Orchestra |
| 1955 | Our Town Capitol EAP 1-673                                                                 | — | — | — | — | US2 (7 Wo.)US | Erstveröffentlichung: Oktober 1955 Frank Sinatra mit Nelson Riddle & his Orchestra |
| 1956 | Songs for Swingin’ Lovers Capitol LCT6106                                                  | — | — | — | UK1 Gold · (35 Wo.)UK | US2 Gold · (58 Wo.)US | Erstveröffentlichung: März 1956 |
| 1957 | Close to You Capitol LCT6130                                                               | — | — | — | UK2 (9 Wo.)UK | US5 (14 Wo.)US | Erstveröffentlichung: Januar 1957 |
| 1957 | Frankie Philips BBL7168                                                                    | — | — | — | UK3 (7 Wo.)UK | — | Erstveröffentlichung: Juli 1957 |
| 1957 | A Swingin’ Affair Capitol LCT6135                                                          | — | — | — | UK1 (20 Wo.)UK | US2 (40 Wo.)US | Erstveröffentlichung: Juni 1957 |
| 1957 | A Jolly Christmas from Frank Sinatra UMC / Virgin 3786254                                  | DE12 (8 Wo.)DE | AT14 (8 Wo.)AT | CH5 (9 Wo.)CH | UK93 (1 Wo.)UK | US18 Platin · (9 Wo.)US | Erstveröffentlichung: 21. September 1957 in DE/AT/UK 2020/2021 und in CH 2021/2022 erstmals in den Charts |
| 1957 | Where Are You? Capitol LCT6152                                                             | — | — | — | UK3 (5 Wo.)UK | US3 (30 Wo.)US | Erstveröffentlichung: September 1957 |
| 1958 | Come Fly with Me Capitol LCT6154                                                           | — | — | — | UK2 (26 Wo.)UK | US1 Gold · (65 Wo.)US | Erstveröffentlichung: Januar 1958 |
| 1958 | Frank Sinatra Sings for Only the Lonely Capitol LCT6168 / LCT6154                          | — | — | — | UK3 (14 Wo.)UK | US1 Gold · (117 Wo.)US | Erstveröffentlichung: September 1958 |
| 1959 | Come Dance with Me Capitol LCT6179                                                         | — | — | — | UK2 (30 Wo.)UK | US2 Gold · (127 Wo.)US | Erstveröffentlichung: Januar 1959 |
| 1959 | No One Cares Capitol                                                                       | — | — | — | — | US7 (66 Wo.)US | Erstveröffentlichung: Juli 1959 |
| 1960 | Come Back to Sorrento Fontana TFL5082                                                      | — | — | — | UK6 (9 Wo.)UK | — | Erstveröffentlichung: Oktober 1960 |
| 1960 | Swing Easy Capitol W587                                                                    | — | — | — | UK5 Gold · (17 Wo.)UK | — | Erstveröffentlichung: 1960 |
| 1960 | Nice ’N’ Easy Capitol W1417                                                                | — | — | — | UK4 (28 Wo.)UK | US1 Gold · (86 Wo.)US | Erstveröffentlichung: Juli 1960 |
| 1961 | Sinatra’s Swinging Sessions Capitol W1491                                                  | — | — | — | UK6 (8 Wo.)UK | US3 (36 Wo.)US | Erstveröffentlichung: Januar 1961 |
| 1961 | Ring-a-Ding-Ding! Reprise R1001                                                            | — | — | — | UK8 (9 Wo.)UK | US4 (35 Wo.)US | Erstveröffentlichung: März 1961 |
| 1961 | Come Swing With Me Capitol W1594                                                           | — | — | — | UK13 (4 Wo.)UK | US8 (39 Wo.)US | Erstveröffentlichung: Juli 1961 |
| 1961 | Swing Along With Me Reprise R1002                                                          | — | — | — | UK8 (8 Wo.)UK | US6 (21 Wo.)US | Erstveröffentlichung: Juli 1961 neuer Titel: Sinatra Swings |
| 1961 | I Remember Tommy Reprise R1003                                                             | — | — | — | UK10 (12 Wo.)UK | US3 (42 Wo.)US | Erstveröffentlichung: Oktober 1961 |
| 1962 | Sinatra and Strings Reprise R1004                                                          | — | — | — | UK6 (20 Wo.)UK | US8 (31 Wo.)US | Erstveröffentlichung: Januar 1962 |
| 1962 | Point of No Return Capitol                                                                 | — | — | — | — | US18 (29 Wo.)US | Erstveröffentlichung: März 1962 |
| 1962 | Sinatra and Swingin’ Brass Reprise R1005                                                   | — | — | — | UK14 (11 Wo.)UK | US18 (16 Wo.)US | Erstveröffentlichung: Juli 1962 |
| 1962 | All Alone Reprise                                                                          | — | — | — | — | US25 (17 Wo.)US | Erstveröffentlichung: Oktober 1962 |
| 1962 | Great Songs from Great Britain RepriseR1006                                                | — | — | — | UK12 (9 Wo.)UK | — | Erstveröffentlichung: November 1962 |
| 1962 | Sinatra–Basie: An Historic Musical First Reprise R1008                                     | — | — | — | UK2 (23 Wo.)UK | US5 (42 Wo.)US | Erstveröffentlichung: 10. Dezember 1962 mit Count Basie |
| 1963 | The Concert Sinatra Reprise R1009                                                          | — | — | — | UK8 (18 Wo.)UK | US6 (35 Wo.)US | Erstveröffentlichung: Mai 1963 |
| 1963 | Sinatra’s Sinatra Reprise R1010                                                            | — | — | — | UK7 (24 Wo.)UK | US8 Gold · (43 Wo.)US | Erstveröffentlichung: August 1963 |
| 1963 | Tell Her You Love Her                                                                      | — | — | — | — | US129 (4 Wo.)US | Erstveröffentlichung: 1963 |
| 1964 | Days of Wine and Roses, Moon River And Other Academy Award Winners                         | — | — | — | — | US10 (24 Wo.)US | Erstveröffentlichung: März 1964 |
| 1964 | America, I Hear You Singing                                                                | — | — | — | — | US116 (7 Wo.)US | Erstveröffentlichung: April 1964 |
| 1964 | It Might As Well Be Swing Reprise R1012                                                    | — | — | — | UK17 (4 Wo.)UK | — | Erstveröffentlichung: August 1964 mit Count Basie |
| 1964 | Softly As I Leave You Reprise R1013                                                        | — | — | — | UK20 (1 Wo.)UK | US19 (28 Wo.)US | Erstveröffentlichung: November 1964 |
| 1965 | September of My Years                                                                      | — | — | — | — | US5 Gold · (69 Wo.)US | Erstveröffentlichung: August 1965 |
| 1965 | My Kind of Broadway                                                                        | — | — | — | — | US30 (16 Wo.)US | Erstveröffentlichung: November 1965 |
| 1965 | A Man and His Music Reprise R1016                                                          | — | — | — | UK9 (19 Wo.)UK | US9 Platin · (32 Wo.)US | Erstveröffentlichung: November 1965 |
| 1966 | Moonlight Sinatra Reprise R1018                                                            | — | — | — | UK18 (8 Wo.)UK | US34 (14 Wo.)US | Erstveröffentlichung: März 1966 |
| 1966 | Strangers in the Night Reprise R1017                                                       | DE3 (40 Wo.)DE | — | — | UK4 (18 Wo.)UK | US1 Platin · (73 Wo.)US | Erstveröffentlichung: Mai 1966 |
| 1966 | Sings for the Pleasure MFP 1120                                                            | — | — | — | UK26 (2 Wo.)UK | — | Erstveröffentlichung: 1966 |
| 1966 | That’s Life Reprise RSLP1020                                                               | — | — | — | UK22 (12 Wo.)UK | US6 Gold · (61 Wo.)US | Erstveröffentlichung: Dezember 1966 |
| 1967 | Francis Albert Sinatra & Antônio Carlos Jobim                                              | — | — | — | — | US19 (28 Wo.)US | Erstveröffentlichung: März 1967 mit Antônio Carlos Jobim |
| 1967 | Frankie Boy & Nancy Girl                                                                   | DE31 (4 Wo.)DE | — | — | — | — | Erstveröffentlichung: 1967 mit Nancy |
| 1967 | The World We Know Reprise RSLP1022                                                         | — | — | — | UK28 (5 Wo.)UK | US24 (23 Wo.)US | Erstveröffentlichung: August 1967 |
| 1968 | Francis A. & Edward K.                                                                     | — | — | — | — | US78 (13 Wo.)US | Erstveröffentlichung: Januar 1968 |
| 1968 | Cycles                                                                                     | — | — | — | — | US18 Gold · (28 Wo.)US | Erstveröffentlichung: November 1968 |
| 1969 | My Way Reprise RSLP1029                                                                    | DE— GoldDE | — | — | UK2 (52 Wo.)UK | US11 Gold · (19 Wo.)US | Erstveröffentlichung: März 1969 |
| 1969 | A Man Alone Reprise RSLP1030                                                               | — | — | — | UK18 (7 Wo.)UK | US30 (16 Wo.)US | Erstveröffentlichung: August 1969 |
| 1970 | Watertown Reprise RSLP1031                                                                 | — | — | — | UK14 (9 Wo.)UK | US101 (10 Wo.)US | Erstveröffentlichung: März 1970 |
| 1971 | Sinatra and Company Reprise RSLP1033                                                       | — | — | — | UK9 (8 Wo.)UK | US73 (15 Wo.)US | Erstveröffentlichung: März 1971 |
| 1971 | Frank Sinatra Sings Rodgers and Hart STARLINE SRS5083                                      | — | — | — | UK35 (1 Wo.)UK | — | Erstveröffentlichung: 1971 |
| 1973 | Ol’ Blue Eyes Is Back Warner Brothers K44249                                               | — | — | — | UK12 Gold · (13 Wo.)UK | US13 Gold · (22 Wo.)US | Erstveröffentlichung: September 1973 |
| 1974 | Some Nice Things I’ve Missed Reprise K54020                                                | — | — | — | UK35 Silber · (3 Wo.)UK | US48 (12 Wo.)US | Erstveröffentlichung: Juli 1974 |
| 1980 | Trilogy: Past, Present and Future                                                          | — | — | — | — | US17 Gold · (24 Wo.)US | Erstveröffentlichung: März 1980 |
| 1981 | She Shot Me Down                                                                           | — | — | — | — | US52 (13 Wo.)US | Erstveröffentlichung: November 1981 |
| 1984 | L.A. Is My Lady QWest 925145                                                               | — | AT11 (8 Wo.)AT | — | UK41 (8 Wo.)UK | US58 (13 Wo.)US | Erstveröffentlichung: August 1984 mit The Quincy Jones Orchestra |
| 1993 | Duets Capitol CDEST2218                                                                    | DE41 (12 Wo.)DE | AT8 Gold · (16 Wo.)AT | CH21 (8 Wo.)CH | UK5 Platin · (15 Wo.)UK | US2 ×3Dreifachplatin · (38 Wo.)US | Erstveröffentlichung: 2. November 1993 mit Various Artists |
| 1994 | Duets II Capitol CDEST2245                                                                 | — | AT97 (7 Wo.)AT | — | UK29 Silber · (6 Wo.)UK | US9 Platin · (18 Wo.)US | Erstveröffentlichung: 15. November 1994 mit Various Artists |

grau schraffiert: keine Chartdaten aus diesem Jahr verfügbar

### Livealben
| Jahr | Titel Musiklabel Katalog-Nr.                        | Höchstplatzierung, Gesamtwochen, AuszeichnungChartplatzierungen (Jahr, Titel, Musiklabel Katalog-Nr., Platzierungen, Wochen, Auszeichnungen, Anmerkungen) | Höchstplatzierung, Gesamtwochen, AuszeichnungChartplatzierungen (Jahr, Titel, Musiklabel Katalog-Nr., Platzierungen, Wochen, Auszeichnungen, Anmerkungen) | Höchstplatzierung, Gesamtwochen, AuszeichnungChartplatzierungen (Jahr, Titel, Musiklabel Katalog-Nr., Platzierungen, Wochen, Auszeichnungen, Anmerkungen) | Höchstplatzierung, Gesamtwochen, AuszeichnungChartplatzierungen (Jahr, Titel, Musiklabel Katalog-Nr., Platzierungen, Wochen, Auszeichnungen, Anmerkungen) | Höchstplatzierung, Gesamtwochen, AuszeichnungChartplatzierungen (Jahr, Titel, Musiklabel Katalog-Nr., Platzierungen, Wochen, Auszeichnungen, Anmerkungen) | Anmerkungen                                                       |
| Jahr | Titel Musiklabel Katalog-Nr.                        | DE | AT | CH | UK | US | Anmerkungen                                                       |
| ---- | --------------------------------------------------- | --- | --- | --- | --- | --- | ----------------------------------------------------------------- |
| 1966 | Sinatra at the Sands Reprise RLP1019                | — | — | — | UK7 Silber · (18 Wo.)UK | US9 Gold · (45 Wo.)US | Erstveröffentlichung: Juli 1966 mit Count Basie and his Orchestra |
| 1975 | Sinatra – The Main Event Live Reprise K54031        | — | — | — | UK30 Silber · (2 Wo.)UK | US37 Gold · (12 Wo.)US | Erstveröffentlichung: Oktober 1974                                |
| 1995 | Sinatra 80th – Live in Concert                      | — | AT25 (6 Wo.)AT | — | — | US61 Gold · (9 Wo.)US | Erstveröffentlichung: 14. November 1995                           |
| 1999 | The Rat Pack Live at the Sands                      | — | — | — | — | US110 (3 Wo.)US | Erstveröffentlichung: 1999 mit Dean Martin und Sammy Davis, Jr.   |
| 2003 | Live & Swingin’                                     | — | AT25 (11 Wo.)AT | — | — | — | Erstveröffentlichung: 2003                                        |
| 2005 | Live From Las Vegas                                 | — | — | — | — | US199 (1 Wo.)US | Erstveröffentlichung: 26. April 2005                              |
| 2008 | Live and Swingin’: The Ultimate Rat Pack Collection | — | — | — | — | US38 (8 Wo.)US | Erstveröffentlichung: 2008 mit Dean Martin und Sammy Davis Jr.    |
| 2009 | Live at the Meadowlands                             | — | — | — | — | US52 (8 Wo.)US | Erstveröffentlichung: 5. Mai 2009                                 |

grau schraffiert: keine Chartdaten aus diesem Jahr verfügbar

### Kompilationen
| Jahr | Titel Musiklabel Katalog-Nr.                                         | Höchstplatzierung, Gesamtwochen, AuszeichnungChartplatzierungen (Jahr, Titel, Musiklabel Katalog-Nr., Platzierungen, Wochen, Auszeichnungen, Anmerkungen) | Höchstplatzierung, Gesamtwochen, AuszeichnungChartplatzierungen (Jahr, Titel, Musiklabel Katalog-Nr., Platzierungen, Wochen, Auszeichnungen, Anmerkungen) | Höchstplatzierung, Gesamtwochen, AuszeichnungChartplatzierungen (Jahr, Titel, Musiklabel Katalog-Nr., Platzierungen, Wochen, Auszeichnungen, Anmerkungen) | Höchstplatzierung, Gesamtwochen, AuszeichnungChartplatzierungen (Jahr, Titel, Musiklabel Katalog-Nr., Platzierungen, Wochen, Auszeichnungen, Anmerkungen) | Höchstplatzierung, Gesamtwochen, AuszeichnungChartplatzierungen (Jahr, Titel, Musiklabel Katalog-Nr., Platzierungen, Wochen, Auszeichnungen, Anmerkungen) | Anmerkungen |
| Jahr | Titel Musiklabel Katalog-Nr.                                         | DE | AT | CH | UK | US | Anmerkungen |
| ---- | -------------------------------------------------------------------- | --- | --- | --- | --- | --- | --- |
| 1947 | All Time Hits Victor P-163                                           | — | — | — | — | US2 (16 Wo.)US | Erstveröffentlichung: 15. Februar 1947 Tommy Dorsey & His Orchestra mit Frank Sinatra, Jo Stafford und the Pied Pipers |
| 1956 | This Is Sinatra Capitol LCT6123                                      | — | — | — | UK1 (13 Wo.)UK | US8 Gold · (48 Wo.)US | Erstveröffentlichung: November 1956                                                                                    |
| 1958 | This Is Sinatra (Volume 2) Capitol LCT6155                           | — | — | — | UK3 (12 Wo.)UK | US8 (7 Wo.)US | Erstveröffentlichung: März 1958                                                                                        |
| 1958 | The Frank Sinatra Story in Music Fontana TFL5030                     | — | — | — | UK8 (1 Wo.)UK | US12 (1 Wo.)US | Erstveröffentlichung: 1958                                                                                             |
| 1959 | Look to Your Heart Capitol LCT6181                                   | — | — | — | UK5 (8 Wo.)UK | US8 (15 Wo.)US | Erstveröffentlichung: April 1959                                                                                       |
| 1961 | All the Way Capitol                                                  | — | — | — | — | US4 (59 Wo.)US | Erstveröffentlichung: März 1961                                                                                        |
| 1961 | Sinatra Souvenir Fontana TFL5138                                     | — | — | — | UK18 (1 Wo.)UK | — | Erstveröffentlichung: Juli 1961                                                                                        |
| 1961 | When Your Lover Has Gone Encore ENC101                               | — | — | — | UK6 (10 Wo.)UK | — | Erstveröffentlichung: August 1961                                                                                      |
| 1961 | Sinatra Plus Fontana SET303                                          | — | — | — | UK7 (9 Wo.)UK | — | Erstveröffentlichung: 1961                                                                                             |
| 1962 | Sinatra Sings of Love and Things Capitol                             | — | — | — | — | US15 (18 Wo.)US | Erstveröffentlichung: Juli 1962                                                                                        |
| 1965 | Sinatra ’65                                                          | — | — | — | — | US9 (44 Wo.)US | Erstveröffentlichung: Juni 1965                                                                                        |
| 1967 | The Movie Songs                                                      | — | — | — | — | US195 (2 Wo.)US | Erstveröffentlichung: Mai 1967                                                                                         |
| 1968 | Frank Sinatra’s Greatest Hits! Reprise RSLP1025                      | — | — | — | UK8 (30 Wo.)UK | US55 ×2Doppelplatin · (25 Wo.)US | Erstveröffentlichung: August 1968                                                                                      |
| 1968 | Best Of Frank Sinatra Capitol ST21140                                | — | — | — | UK17 (10 Wo.)UK | — | Erstveröffentlichung: 1968                                                                                             |
| 1969 | Close-Up                                                             | — | — | — | — | US186 (3 Wo.)US | Erstveröffentlichung: 1969                                                                                             |
| 1972 | Frank Sinatra’s Greatest Hits, Vol.2 Reprise RSLP1032                | — | — | — | UK6 (53 Wo.)UK | US88 Platin · (17 Wo.)US | Erstveröffentlichung: Mai 1972                                                                                         |
| 1974 | Round #1                                                             | — | — | — | — | US170 (3 Wo.)US | Erstveröffentlichung: 1974                                                                                             |
| 1975 | The Best of Ol’ Blue Eyes Reprise K54042                             | — | — | — | UK29 Silber · (3 Wo.)UK | — | Erstveröffentlichung: 1975                                                                                             |
| 1977 | Portrait of Sinatra Reprise K64039                                   | — | — | — | UK1 Platin · (18 Wo.)UK | — | Erstveröffentlichung: 1977                                                                                             |
| 1977 | The All Time Greatest                                                | — | AT24 (4 Wo.)AT | — | — | — | Erstveröffentlichung: 1977                                                                                             |
| 1978 | 20 Golden Greats – Frank Sinatra Capitol EMTV10                      | — | — | — | UK4 Gold · (11 Wo.)UK | — | Erstveröffentlichung: 1978                                                                                             |
| 1983 | New York New York (His Greatest Hits) Warner Brothers WX32           | DE17 ×3Dreifachgold · (17 Wo.)DE | AT7 (4 Wo.)AT | CH— PlatinCH | UK13 Platin · (12 Wo.)UK | — | Erstveröffentlichung: 1983 Charteinstieg in UK erst 1986                                                               |
| 1986 | The Frank Sinatra Collection Capitol EMTV41                          | — | — | — | UK40 Silber · (5 Wo.)UK | — | Erstveröffentlichung: 1986                                                                                             |
| 1990 | The Reprise Collection                                               | — | — | — | — | US185 Gold · (4 Wo.)US | Erstveröffentlichung: November 1990                                                                                    |
| 1990 | The Capitol Years                                                    | — | — | — | — | US126 Gold · (11 Wo.)US | Erstveröffentlichung: Dezember 1990                                                                                    |
| 1991 | Sinatra Reprise – The Very Good Years                                | — | — | — | — | US98 ×2Doppelplatin · (33 Wo.)US | Erstveröffentlichung: März 1991                                                                                        |
| 1994 | New York, New York (New Version)                                     | DE42 (18 Wo.)DE | AT58 (1 Wo.)AT | — | — | — | Erstveröffentlichung: 1994                                                                                             |
| 1995 | This Is 1953–1957 Music for Plaeasure CDDL1275                       | — | — | — | UK56 (1 Wo.)UK | — | Erstveröffentlichung: 1995                                                                                             |
| 1995 | Sinatra 80th – All the Best Capitol CDESTD2                          | — | — | — | UK49 Silber · (6 Wo.)UK | US66 (5 Wo.)US | Erstveröffentlichung: November 1995                                                                                    |
| 1997 | Pavarotti Hits & More                                                | DE42 (18 Wo.)DE | — | — | — | — | Erstveröffentlichung: 1997 Luciano Pavarotti mit Cecilia Bartoli, Andrea Bocelli und Frank Sinatra                     |
| 1997 | The Very Best of Frank Sinatra                                       | — | — | — | — | US124 Gold · (2 Wo.)US | Erstveröffentlichung: Juni 1977                                                                                        |
| 1997 | My Way – The Best Of Frank Sinatra Reprise 9362467122                | DE42 Gold · (18 Wo.)DE | AT9 Platin · (29 Wo.)AT | — | UK7 ×5Fünffachplatin · (244 Wo.)UK | — | Erstveröffentlichung: Juli 1997                                                                                        |
| 1998 | Songs for Swinging Lovers Capitol CDP7465702                         | — | — | — | UK63 (2 Wo.)UK | — | Erstveröffentlichung: 1998                                                                                             |
| 2000 | Classic Sinatra: His Greatest Performances 1953–1960 Capitol 5235022 | — | — | — | UK10 Gold · (8 Wo.)UK | US180 ×2Doppelplatin · (2 Wo.)US | Erstveröffentlichung: 28. März 2000                                                                                    |
| 2001 | Eee-O 11 – The Best of the Rat Pack                                  | — | AT19 (8 Wo.)AT | — | — | US103 (3 Wo.)US | Erstveröffentlichung: 26. November 2001 mit Dean Martin und Sammy Davis, Jr.                                           |
| 2002 | Greatest Love Songs                                                  | — | — | — | — | US32 Gold · (16 Wo.)US | Erstveröffentlichung: 15. Januar 2002                                                                                  |
| 2002 | A Fine Romance – The Love Songs Of Reprise 8122735892                | DE21 (7 Wo.)DE | AT52 (2 Wo.)AT | CH18 (10 Wo.)CH | UK6 Gold · (9 Wo.)UK | — | Erstveröffentlichung: 2002                                                                                             |
| 2002 | Christmas with the Rat Pack                                          | — | AT64 (4 Wo.)AT | — | — | US104 (15 Wo.)US | Erstveröffentlichung: 22. Oktober 2002 mit Dean Martin und Sammy Davis, Jr.                                            |
| 2004 | The Platinum Collection Capitol 8647602                              | — | — | — | UK11 Silber · (5 Wo.)UK | — | Erstveröffentlichung: 2004                                                                                             |
| 2004 | The Christmas Collection Reprise 8122795392                          | — | — | — | UK87 Silber · (5 Wo.)UK | US87 (12 Wo.)US | Erstveröffentlichung: 26. Oktober 2004                                                                                 |
| 2004 | The Rat Pack: Boys Night Out                                         | — | — | — | — | US49 (7 Wo.)US | Erstveröffentlichung: 2004 mit Dean Martin und Sammy Davis Jr.                                                         |
| 2006 | Duets & Duets II Capitol 3533372                                     | — | — | — | UK65 (2 Wo.)UK | — | Erstveröffentlichung: 2006                                                                                             |
| 2006 | Vegas                                                                | — | — | — | — | US165 (2 Wo.)US | Erstveröffentlichung: 7. November 2006                                                                                 |
| 2007 | Songs from the Heart Capitol 3868422                                 | — | — | CH60 (2 Wo.)CH | UK94 (1 Wo.)UK | US36 (7 Wo.)US | Erstveröffentlichung: Januar 2007                                                                                      |
| 2008 | Nothing But the Best Reprise 8122799331                              | DE25 (8 Wo.)DE | AT24 (8 Wo.)AT | CH21 (16 Wo.)CH | UK10 Gold · (5 Wo.)UK | US2 Gold · (143 Wo.)US | Erstveröffentlichung: 13. Mai 2008                                                                                     |
| 2009 | Seduction: Sinatra Sings of Love                                     | — | — | — | — | US23 (7 Wo.)US | Erstveröffentlichung: 2009                                                                                             |
| 2011 | Sinatra – Best of the Best Capitol / Reprise 6797652                 | — | AT66 (2 Wo.)AT | CH88 (1 Wo.)CH | UK30 Gold · (18 Wo.)UK | US23 (31 Wo.)US | Erstveröffentlichung: 15. November 2011                                                                                |
| 2013 | Icon: Frank Sinatra                                                  | — | — | — | — | US194 (1 Wo.)US | Erstveröffentlichung: 2013                                                                                             |
| 2013 | Christmas Hits                                                       | — | — | CH86 (1 Wo.)CH | — | — | Erstveröffentlichung: 2013 mit Dean Martin                                                                             |
| 2015 | Ultimate Sinatra UMC 4713699                                         | DE85 (2 Wo.)DE | AT44 (3 Wo.)AT | CH35 (1 Wo.)CH | UK58 Platin · (4 Wo.)UK | US32 (155 Wo.)US | Erstveröffentlichung: 21. April 2015                                                                                   |
| 2015 | Ultimate Sinatra: The Centennial Collection                          | DE— ×5Fünffachgold (German Jazz Award)DE | — | — | — | US145 (1 Wo.)US | Erstveröffentlichung: 2015                                                                                             |
| 2015 | Icon Christmas: Frank Sinatra                                        | — | — | — | — | US65 (8 Wo.)US | Erstveröffentlichung: 2015                                                                                             |
| 2016 | Christmas Songs by Sinatra                                           | DE58 (1 Wo.)DE | — | — | — | US71 (43 Wo.)US | Erstveröffentlichung: 2016 in DE erst 2023 platziert                                                                   |
| 2017 | Ultimate Christmas UMC 5773477                                       | DE74 (1 Wo.)DE | — | CH67 (1 Wo.)CH | UK33 (6 Wo.)UK | US10 (52 Wo.)US | Erstveröffentlichung: 6. Oktober 2017                                                                                  |
| 2022 | Collected                                                            | DE47 (2 Wo.)DE | — | — | — | — | Erstveröffentlichung: 21. Oktober 2022                                                                                 |

grau schraffiert: keine Chartdaten aus diesem Jahr verfügbar

### Singles
| Jahr | Titel Album                                                      | Höchstplatzierung, Gesamtwochen/‑monate, AuszeichnungChartplatzierungen (Jahr, Titel, Album, Platzierungen, Wochen/Monate, Auszeichnungen, Anmerkungen) | Höchstplatzierung, Gesamtwochen/‑monate, AuszeichnungChartplatzierungen (Jahr, Titel, Album, Platzierungen, Wochen/Monate, Auszeichnungen, Anmerkungen) | Höchstplatzierung, Gesamtwochen/‑monate, AuszeichnungChartplatzierungen (Jahr, Titel, Album, Platzierungen, Wochen/Monate, Auszeichnungen, Anmerkungen) | Höchstplatzierung, Gesamtwochen/‑monate, AuszeichnungChartplatzierungen (Jahr, Titel, Album, Platzierungen, Wochen/Monate, Auszeichnungen, Anmerkungen) | Höchstplatzierung, Gesamtwochen/‑monate, AuszeichnungChartplatzierungen (Jahr, Titel, Album, Platzierungen, Wochen/Monate, Auszeichnungen, Anmerkungen) | Anmerkungen | [↑]: gemeinsam behandelt mit vorhergehendem Eintrag; [←]: in beiden Charts platziert |
| Jahr | Titel Album                                                      | DE | AT | CH | UK | US | Anmerkungen |                                                                                      |
| ---- | ---------------------------------------------------------------- | --- | --- | --- | --- | --- | --- | ------------------------------------------------------------------------------------ |
| 1940 | I’ll Never Smile Again (Jamás reiré otra vez) –                  | — | — | — | — | US1 (15 Wo.)US | Tommy Dorsey & his Orchestra, Refraingesang von Frank Sinatra & The Pied Pipers                                            |                                                                                      |
| 1940 | Imagination –                                                    | — | — | — | — | US8 (1 Wo.)US | Tommy Dorsey & his Orchestra, Refraingesang von Frank Sinatra                                                              |                                                                                      |
| 1940 | Trade Winds –                                                    | — | — | — | — | US10 (4 Wo.)US | Tommy Dorsey & his Orchestra, Refraingesang von Frank Sinatra                                                              |                                                                                      |
| 1940 | Our Love Affair –                                                | — | — | — | — | US5 (3 Wo.)US | Tommy Dorsey & his Orchestra, Refraingesang von Frank Sinatra                                                              |                                                                                      |
| 1940 | We Three (My Echo, My Shadow and Me) –                           | — | — | — | — | US6 (5 Wo.)US | Tommy Dorsey & his Orchestra, Refraingesang von Frank Sinatra                                                              |                                                                                      |
| 1941 | Star Dust –                                                      | — | — | — | — | US7 (1 Wo.)US | Tommy Dorsey & his Orchestra, Refraingesang von Frank Sinatra & The Pied Pipers                                            |                                                                                      |
| 1941 | Oh! Look to Me Now –                                             | — | — | — | — | US2 (12 Wo.)US | Tommy Dorsey & his Orchestra, Refraingesang von Frank Sinatra, Connie Haines & the Pied Pipers                             |                                                                                      |
| 1941 | Do I Worry? –                                                    | — | — | — | — | US4 (4 Wo.)US | Tommy Dorsey & his Orchestra, Refraingesang von Frank Sinatra & The Pied Pipers                                            |                                                                                      |
| 1941 | Dolores –                                                        | — | — | — | — | US7 (2 Wo.)US | Tommy Dorsey & his Orchestra, Refraingesang von Frank Sinatra & The Pied Pipers                                            |                                                                                      |
| 1941 | Everything Happens to Me –                                       | — | — | — | — | US9 (1 Wo.)US | Tommy Dorsey & his Orchestra, Refraingesang von Frank Sinatra                                                              |                                                                                      |
| 1941 | This Love of Mine –                                              | — | — | — | — | US3 (16 Wo.)US | Tommy Dorsey & his Orchestra, Refraingesang von Frank Sinatra                                                              |                                                                                      |
| 1941 | Two in Love –                                                    | — | — | — | — | US9 (1 Wo.)US | Tommy Dorsey & his Orchestra, Refraingesang von Frank Sinatra                                                              |                                                                                      |
| 1941 | Let’s Get Away from It All –                                     | — | — | — | — | US7 (2 Wo.)US | Tommy Dorsey & his Orchestra, Refraingesang von Frank Sinatra, Connie Haines & the Pied Pipers                             |                                                                                      |
| 1942 | Just as Though You Were Here –                                   | — | — | — | — | US3 (9 Wo.)US | Tommy Dorsey & his Orchestra, Refraingesang von Frank Sinatra & The Pied Pipers                                            |                                                                                      |
| 1942 | Take Me –                                                        | — | — | — | — | US5 (3 Wo.)US | Tommy Dorsey & his Orchestra, Refraingesang von Frank Sinatra                                                              |                                                                                      |
| 1942 | Daybreak –                                                       | — | — | — | — | US10 (2 Wo.)US | Tommy Dorsey & his Orchestra, Refraingesang von Frank Sinatra & The Pied Pipers                                            |                                                                                      |
| 1942 | There are Such Things –                                          | — | — | — | — | US1 (24 Wo.)US | Tommy Dorsey & his Orchestra, Refraingesang von Frank Sinatra & The Pied Pipers                                            |                                                                                      |
| 1943 | It Started All Over Again –                                      | — | — | — | — | US2 (13 Wo.)US | Tommy Dorsey & his Orchestra, Refraingesang von Frank Sinatra & The Pied Pipers                                            |                                                                                      |
| 1943 | All or Nothing at All –                                          | — | — | — | — | US2 (18 Wo.)US | Harry James & his Orchestra, Chorgesang von Frank Sinatra                                                                  |                                                                                      |
| 1943 | In the Blue of Evening –                                         | — | — | — | — | US1 (17 Wo.)US | Tommy Dorsey & his Orchestra, Refraingesang von Frank Sinatra                                                              |                                                                                      |
| 1943 | It’s Always You –                                                | — | — | — | — | US6 (7 Wo.)US | Tommy Dorsey & his Orchestra, Refraingesang von Frank Sinatra                                                              |                                                                                      |
| 1943 | You’ll Never Know –                                              | — | — | — | — | US2 (13 Wo.)US | Chorgesang von The Bobby Tucker Singers                                                                                    |                                                                                      |
| 1943 | Sunday, Monday Or Always –                                       | — | — | — | — | US9 (4 Wo.)US | Chorgesang von The Bobby Tucker Singers                                                                                    |                                                                                      |
| 1943 | Close to You –                                                   | — | — | — | — | US10 (1 Wo.)US | Chorgesang von The Bobby Tucker Singers                                                                                    |                                                                                      |
| 1943 | People Will Say We’re in Love –                                  | — | — | — | — | US6 (9 Wo.)US | Chorgesang von The Bobby Tucker Singers                                                                                    |                                                                                      |
| 1944 | I’ll Be Seeing You –                                             | — | — | — | — | US5 (8 Wo.)US | Tommy Dorsey & his Orchestra, Refraingesang von Frank Sinatra                                                              |                                                                                      |
| 1944 | I Couldn’t Sleep a Wink Last Night –                             | — | — | — | — | US5 (8 Wo.)US | Chorgesang von The Bobby Tucker Singers                                                                                    |                                                                                      |
| 1945 | I Dream of You (More Than You Dream I Do) –                      | — | — | — | — | US7 (4 Wo.)US | mit Axel Stordahl & his Orchestra                                                                                          |                                                                                      |
| 1945 | Saturday Night (Is the Loneliest Night of the Week) –            | — | — | — | — | US6 (3 Wo.)US | mit Axel Stordahl & his Orchestra                                                                                          |                                                                                      |
| 1945 | Dream –                                                          | — | — | — | — | US7 (2 Wo.)US | Frank Sinatra & Ken Lane Singers mit Axel Stordahl & his Orchestra                                                         |                                                                                      |
| 1945 | Nancy (with the Laughing Face) –                                 | — | — | — | — | US10 (1 Wo.)US | mit Axel Stordahl & his Orchestra                                                                                          |                                                                                      |
| 1945 | White Christmas –                                                | — | — | — | — | US7 (3 Wo.)US | mit Axel Stordahl & his Orchestra                                                                                          |                                                                                      |
| 1946 | Oh! What It Seemed to Be –                                       | — | — | — | — | US2 (12 Wo.)US | mit Axel Stordahl & his Orchestra                                                                                          |                                                                                      |
| 1946 | Day by Day –                                                     | — | — | — | — | US10 (1 Wo.)US | mit Axel Stordahl & his Orchestra                                                                                          |                                                                                      |
| 1946 | They Say It’s Wonderful –                                        | — | — | — | — | US8 (6 Wo.)US | mit Axel Stordahl & his Orchestra                                                                                          |                                                                                      |
| 1946 | Five Minutes More –                                              | — | — | — | — | US1 (18 Wo.)US | mit Axel Stordahl & his Orchestra                                                                                          |                                                                                      |
| 1946 | The Coffee Song (They’ve Got an Awful Lot of Coffee in Brazil) – | — | — | — | — | US10 (1 Wo.)US | mit Axel Stordahl & his Orchestra                                                                                          |                                                                                      |
| 1947 | Mam’selle –                                                      | — | — | — | — | US6 (4 Wo.)US | mit Axel Stordahl & his Orchestra                                                                                          |                                                                                      |
| 1948 | Nature Boy –                                                     | — | — | — | — | US18 (4 Wo.)US | mit The Jeff Alexander Choir                                                                                               |                                                                                      |
| 1949 | Sunflower –                                                      | — | — | — | — | US25 (1 Wo.)US | mit Orchestral Accompaniment                                                                                               |                                                                                      |
| 1949 | The Huckle Buck –                                                | — | — | — | — | US10 (14 Wo.)US | mit The Ken Lane Quintet und Axel Stordahl & his Orchestra                                                                 |                                                                                      |
| 1949 | Some Enchanted Evening –                                         | — | — | — | — | US25 (2 Wo.)US | mit Axel Stordahl & his Orchestra                                                                                          |                                                                                      |
| 1949 | Bali H’ai –                                                      | — | — | — | — | US30 (1 Wo.)US | mit Axel Stordahl & his Orchestra                                                                                          |                                                                                      |
| 1949 | (Don’t Cry Joe) Let Her Go, Let Her Go, Let Her Go –             | — | — | — | — | US21 (8 Wo.)US | mit The Pastels und Hugo Winterhalter & his Orchestra                                                                      |                                                                                      |
| 1949 | The Old Master Painter –                                         | — | — | — | — | US21 (7 Wo.)US | Frank Sinatra & The Modernaires mit Axel Stordahl & his Orchestra                                                          |                                                                                      |
| 1950 | Chattanoogie Shoe Shine Boy –                                    | — | — | — | — | US24 (1 Wo.)US | mit The Jeff Alexander Choir und Axel Stordahl & his Orchestra                                                             |                                                                                      |
| 1950 | Goodnight Irene –                                                | — | — | — | — | US12 (9 Wo.)US | mit Mitch Miller & his Orchestra und Chor                                                                                  |                                                                                      |
| 1951 | Castle Rock –                                                    | — | — | — | — | US26 (2 Wo.)US | |                                                                                      |
| 1954 | Young at Heart –                                                 | — | — | — | UK12 (1 Wo.)UK | US2 (22 Wo.)US | |                                                                                      |
| 1954 | Don’t Worry ’Bout Me –                                           | — | — | — | — | US28 (2 Wo.)US | |                                                                                      |
| 1954 | Three Coins in the Fountain –                                    | — | — | — | UK1 (19 Wo.)UK | US7 (13 Wo.)US | |                                                                                      |
| 1955 | You My Love –                                                    | — | — | — | UK13 (7 Wo.)UK | — | |                                                                                      |
| 1955 | Learnin’ the Blues –                                             | — | — | — | UK2 (13 Wo.)UK | US2 (20 Wo.)US | |                                                                                      |
| 1955 | Not as a Stranger –                                              | — | — | — | UK18 (1 Wo.)UK | — | |                                                                                      |
| 1955 | Love and Marriage –                                              | — | — | — | UK3 (8 Wo.)UK | US5 (18 Wo.)US | |                                                                                      |
| 1955 | Same Ole Saturday Night –                                        | — | — | — | — | US62 (5 Wo.)US | |                                                                                      |
| 1955 | (Love Is) The Tender Trap –                                      | — | — | — | UK2 (9 Wo.)UK | US23 (15 Wo.)US | |                                                                                      |
| 1956 | Flowers Mean Forgiveness –                                       | — | — | — | — | US35 (13 Wo.)US | |                                                                                      |
| 1956 | You’ll Get Yours –                                               | — | — | — | — | US67 (5 Wo.)US | |                                                                                      |
| 1956 | (How Little It Matters) How Little We Know –                     | — | — | — | — | US30 (14 Wo.)US | |                                                                                      |
| 1956 | Five Hundred Guys –                                              | — | — | — | — | US73 (3 Wo.)US | |                                                                                      |
| 1956 | Songs for Swingin’ Lovers (LP) –                                 | — | — | — | UK12 (8 Wo.)UK | — | |                                                                                      |
| 1956 | You’re Sensational –                                             | — | — | — | — | US52 (15 Wo.)US | |                                                                                      |
| 1956 | Johnny Concho Theme (Wait for Me) –                              | — | — | — | — | US75 (5 Wo.)US | |                                                                                      |
| 1956 | Well Did You Evah –                                              | — | — | — | — | US92 (2 Wo.)US | Bing Crosby & Frank Sinatra                                                                                                |                                                                                      |
| 1956 | Hey Jealous Lover –                                              | — | — | — | — | US6 (19 Wo.)US | |                                                                                      |
| 1957 | Can I Steal a Little Love –                                      | — | — | — | — | US20 (19 Wo.)US | |                                                                                      |
| 1957 | Your Love for Me –                                               | — | — | — | — | US60 (8 Wo.)US | |                                                                                      |
| 1957 | So Long, My Love –                                               | — | — | — | — | US74 (5 Wo.)US | |                                                                                      |
| 1957 | Crazy Love –                                                     | — | — | — | — | US60 (4 Wo.)US | |                                                                                      |
| 1957 | Chicago –                                                        | — | — | — | UK3 (20 Wo.)UK | US84 (5 Wo.)US | |                                                                                      |
| 1957 | All the Way –                                                    | — | — | —[UK: ↑] | UK3 (20 Wo.)UK | US15 (30 Wo.)US | |                                                                                      |
| 1958 | Witchcraft –                                                     | — | — | — | UK12 (8 Wo.)UK | US20 (16 Wo.)US | |                                                                                      |
| 1958 | How Are Ya’ Fixed for Love –                                     | — | — | — | — | US97 (1 Wo.)US | mit Keely Smith |                                                                                      |
| 1958 | Mr Success –                                                     | — | — | — | UK25 (4 Wo.)UK | US41 (11 Wo.)US | |                                                                                      |
| 1959 | French Foreign Legion –                                          | — | — | — | UK18 (5 Wo.)UK | US61 (7 Wo.)US | |                                                                                      |
| 1959 | Come Dance with Me (LP) –                                        | — | — | — | UK30 (1 Wo.)UK | — | |                                                                                      |
| 1959 | High Hopes –                                                     | — | — | — | UK6 (15 Wo.)UK | US30 (17 Wo.)US | mit A Bunch Of Kids |                                                                                      |
| 1959 | Talk to Me –                                                     | — | — | — | — | US38 (11 Wo.)US | |                                                                                      |
| 1960 | It’s Nice to Go Trav’ling –                                      | — | — | — | UK48 (2 Wo.)UK | — | |                                                                                      |
| 1960 | River, Stay ’Way from My Door –                                  | — | — | — | UK18 (9 Wo.)UK | US82 (2 Wo.)US | |                                                                                      |
| 1960 | Nice ’N’ Easy –                                                  | — | — | — | UK15 (12 Wo.)UK | US60 (6 Wo.)US | |                                                                                      |
| 1960 | Ol’ Mac Donald –                                                 | — | — | — | UK11 (8 Wo.)UK | US25 (9 Wo.)US | |                                                                                      |
| 1961 | The Second Time Around –                                         | — | — | — | — | US50 (7 Wo.)US | |                                                                                      |
| 1961 | My Blue Heaven –                                                 | — | — | — | UK33 (7 Wo.)UK | — | |                                                                                      |
| 1961 | Granada –                                                        | — | — | — | UK15 (8 Wo.)UK | US64 (4 Wo.)US | |                                                                                      |
| 1961 | I’ll Be Seeing You –                                             | — | — | — | — | US58 (7 Wo.)US | |                                                                                      |
| 1961 | My Coffee Song –                                                 | — | — | — | UK39 (3 Wo.)UK | — | |                                                                                      |
| 1962 | Pocketful of Miracles –                                          | — | — | — | — | US34 (8 Wo.)US | |                                                                                      |
| 1962 | The Moon Was Yellow –                                            | — | — | — | — | US99 (1 Wo.)US | |                                                                                      |
| 1962 | Stardust –                                                       | — | — | — | — | US98 (1 Wo.)US | |                                                                                      |
| 1962 | Ev’rybody’s Twistin’ –                                           | — | — | — | UK22 (12 Wo.)UK | US75 (2 Wo.)US | |                                                                                      |
| 1962 | Me and My Shadow –                                               | — | — | — | UK20 (9 Wo.)UK | US64 (6 Wo.)US | mit Sammy Davis Jr. |                                                                                      |
| 1963 | My Kind of Girl –                                                | — | — | — | UK35 (6 Wo.)UK | — | mit Count Basie |                                                                                      |
| 1963 | Call Me Irresponsible –                                          | — | — | — | — | US78 (8 Wo.)US | |                                                                                      |
| 1963 | Stay with Me –                                                   | — | — | — | — | US81 (3 Wo.)US | |                                                                                      |
| 1964 | Softly, as I Leave You –                                         | — | — | — | — | US27 (11 Wo.)US | |                                                                                      |
| 1964 | Hello, Dolly! –                                                  | — | — | — | UK47 (1 Wo.)UK | — | mit Count Basie |                                                                                      |
| 1964 | Somewhere in Your Heart –                                        | — | — | — | — | US32 (10 Wo.)US | |                                                                                      |
| 1965 | Anytime at All –                                                 | — | — | — | — | US46 (6 Wo.)US | |                                                                                      |
| 1965 | Tell Her (You Love Her Every Day) –                              | — | — | — | — | US57 (6 Wo.)US | |                                                                                      |
| 1965 | Forget Domani –                                                  | — | — | — | — | US78 (7 Wo.)US | |                                                                                      |
| 1965 | It Was a Very Good Year –                                        | — | — | — | — | US28 (8 Wo.)US | |                                                                                      |
| 1966 | Strangers in the Night –                                         | DE1 Gold · (5 Mt.)DE | AT1 (20 Wo.)AT | — | UK1 Silber · (20 Wo.)UK | US1 (15 Wo.)US | |                                                                                      |
| 1966 | Summer Wind –                                                    | DE34 (1 Mt.)DE | — | — | UK36 (5 Wo.)UK | US25 (7 Wo.)US | |                                                                                      |
| 1966 | That’s Life                                                      | — | — | — | UK44 Platin · (5 Wo.)UK | US4 (11 Wo.)US | Erstveröffentlichung: November 1966                                                                                        |                                                                                      |
| 1967 | Somethin’ Stupid –                                               | DE4 (5 Mt.)DE | AT2 (16 Wo.)AT | — | UK1 Gold · (18 Wo.)UK | US1 Gold · (13 Wo.)US | Nancy und Frank Sinatra |                                                                                      |
| 1967 | The World We Knew (Over and Over) –                              | DE22 (1½ Mt.)DE | AT19 (4 Wo.)AT | — | UK33 (11 Wo.)UK | US30 (7 Wo.)US | |                                                                                      |
| 1967 | This Town –                                                      | — | — | — | — | US53 (5 Wo.)US | |                                                                                      |
| 1968 | I Can’t Believe I’m Losing You –                                 | — | — | — | — | US60 (5 Wo.)US | |                                                                                      |
| 1968 | My Way of Life –                                                 | — | — | — | — | US64 (6 Wo.)US | |                                                                                      |
| 1968 | Cycles –                                                         | — | — | — | — | US23 (10 Wo.)US | |                                                                                      |
| 1968 | Rain in My Heart –                                               | — | — | — | — | US62 (6 Wo.)US | |                                                                                      |
| 1969 | My Way –                                                         | — | — | — | UK5 Platin · (133 Wo.)UK | US27 (8 Wo.)US | |                                                                                      |
| 1969 | Love’s Been Good to Me –                                         | — | — | — | UK8 (18 Wo.)UK | US75 (4 Wo.)US | |                                                                                      |
| 1969 | Goin’ Out of My Head –                                           | — | — | — | — | US79 (4 Wo.)US | |                                                                                      |
| 1969 | Forget to Remember –                                             | — | — | — | — | US79 (3 Wo.)US | |                                                                                      |
| 1970 | I Would Be in Love (Anyway) –                                    | — | — | — | — | US88 (3 Wo.)US | |                                                                                      |
| 1971 | I Will Drink the Wine –                                          | — | — | — | UK16 (12 Wo.)UK | — | |                                                                                      |
| 1973 | Let Me Try Again (Laisse moi le temps) –                         | — | — | — | — | US63 (10 Wo.)US | |                                                                                      |
| 1974 | Bad, Bad Leroy Brown –                                           | — | — | — | — | US83 (7 Wo.)US | |                                                                                      |
| 1974 | You Turned My World Around –                                     | — | — | — | — | US83 (5 Wo.)US | |                                                                                      |
| 1975 | Anytime (I’ll Be There) –                                        | — | — | — | — | US75 (6 Wo.)US | |                                                                                      |
| 1975 | I Believe I’m Gonna Love You –                                   | — | — | — | UK34 (7 Wo.)UK | US47 (7 Wo.)US | |                                                                                      |
| 1980 | Theme from New York, New York –                                  | — | — | — | UK4 Gold · (14 Wo.)UK | US32 (12 Wo.)US | |                                                                                      |
| 1986 | Strangers in the Night (1986) –                                  | — | — | — | UK95 (1 Wo.)UK | — | |                                                                                      |
| 1993 | Stay (Faraway, So Close) / I’ve Got You Under My Skin –          | DE88 (3 Wo.)DE | — | — | UK4 (9 Wo.)UK | — | mit Bono |                                                                                      |
| 1999 | They All Laughed –                                               | — | — | — | UK41 (2 Wo.)UK | — | |                                                                                      |
| 2016 | Let It Snow! Let It Snow! Let It Snow! –                         | DE65 (8 Wo.)DE | AT52 (9 Wo.)AT | CH16 (29 Wo.)CH | UK33 Platin · (25 Wo.)UK | — | Erstveröffentlichung: 1945 in UK/CH 2016/2017 und in DE/AT 2018/2019 erstmals in den Charts                                |                                                                                      |
| 2017 | Santa Claus Is Coming to Town –                                  | DE31 (20 Wo.)DE | AT29 (14 Wo.)AT | CH36 (5 Wo.)CH | — | — | Erstveröffentlichung: 1934 in DE 2017/2018, in AT 2020/2021 und in CH 2021/2022 erstmals in den Charts                     |                                                                                      |
| 2018 | Jingle Bells –                                                   | DE32 Gold · (23 Wo.)DE | AT25 (16 Wo.)AT | CH25 (13 Wo.)CH | UK60 Silber · (4 Wo.)UK | US16 (18 Wo.)US | Erstveröffentlichung: 1946 in DE 2018/2019, in US/CH 2019/2020, in AT 2020/2021 und in UK 2023/2024 erstmals in den Charts |                                                                                      |
| 2018 | Have Yourself a Merry Little Christmas –                         | DE92 (1 Wo.)DE | — | — | UK45 Platin · (9 Wo.)UK | — | Erstveröffentlichung: 1943 in UK 2018/2019 und in DE 2022/2023 erstmals in den Charts                                      |                                                                                      |
| 2022 | The Christmas Waltz –                                            | DE72 (3 Wo.)DE | AT75 (1 Wo.)AT | — | — | — | Erstveröffentlichung: 1954 in DE 2022/2023 und in AT 2023/2024 erstmals in den Charts                                      |                                                                                      |

grau schraffiert: keine Chartdaten aus diesem Jahr verfügbar

## Statistik

### Chartauswertung
|                     | DE     | AT     | CH    | UK     | US     |
| ------------------- | ------ | ------ | ----- | ------ | ------ |
| Nummer-eins-Alben   | DE—DE  | AT—AT  | CH—CH | UK4UK  | US6US  |
| Top-10-Alben        | DE1DE  | AT3AT  | CH1CH | UK40UK | US42US |
| Alben in den Charts | DE13DE | AT16AT | CH9CH | UK73UK | US98US |

|                       | DE     | AT    | CH    | UK     | US      |
| --------------------- | ------ | ----- | ----- | ------ | ------- |
| Nummer-eins-Singles   | DE1DE  | AT1AT | CH—CH | UK3UK  | US6US   |
| Top-10-Singles        | DE2DE  | AT2AT | CH—CH | UK12UK | US47US  |
| Singles in den Charts | DE10DE | AT7AT | CH3CH | UK41UK | US116US |

### Auszeichnungen für Musikverkäufe
| Land/RegionAuszeichnungen für Musikverkäufe (Land/Region, Auszeichnungen, Verkäufe, Quellen) | Silber       | Gold       | Platin       | Verkäufe    | Quellen |
| -------------------------------------------------------------------------------------------- | ------------ | ---------- | ------------ | ----------- | --- |
| Argentinien (CAPIF)                                                                          | —            | 3× Gold3   | 3× Platin3   | 208.000     | capif.org.ar (Memento vom 31. Mai 2011 im Internet Archive) AR2 (Memento vom 6. Juli 2011 im Internet Archive) |
| Australien (ARIA)                                                                            | —            | Gold1      | 6× Platin6   | 455.000     | aria.com.au |
| Belgien (BRMA)                                                                               | —            | —          | Platin1      | 50.000      | ultratop.be |
| Brasilien (PMB)                                                                              | —            | 2× Gold2   | Platin1      | 350.000     | pro-musicabr.org.br                                                                                            |
| Dänemark (IFPI)                                                                              | —            | 2× Gold2   | Platin1      | 145.000     | ifpi.dk |
| Deutschland (BVMI)                                                                           | —            | 6× Gold6   | 3× Platin3   | 2.100.000   | musikindustrie.de                                                                                              |
| Europa (IFPI)                                                                                | —            | —          | 3× Platin3   | (3.000.000) | ifpi.org (Memento vom 1. Januar 2014 im Internet Archive)                                                      |
| Frankreich (SNEP)                                                                            | —            | 4× Gold4   | —            | 400.000     | infodisc.fr |
| Griechenland (IFPI)                                                                          | —            | 2× Gold2   | —            | 20.000      | Einzelnachweise                                                                                                |
| Irland (IRMA)                                                                                | —            | 2× Gold2   | —            | 15.000      | irishcharts.ie                                                                                                 |
| Italien (FIMI)                                                                               | —            | 5× Gold5   | 4× Platin4   | 980.000     | fimi.it |
| Kanada (MC)                                                                                  | —            | Gold1      | 6× Platin6   | 650.000     | musiccanada.com                                                                                                |
| Neuseeland (RMNZ)                                                                            | —            | 2× Gold2   | 8× Platin8   | 165.000     | aotearoamusiccharts.co.nz NZ2                                                                                  |
| Österreich (IFPI)                                                                            | —            | Gold1      | Platin1      | 75.000      | ifpi.at |
| Polen (ZPAV)                                                                                 | —            | Gold1      | 2× Platin2   | 70.000      | olis.pl |
| Portugal (AFP)                                                                               | —            | 2× Gold2   | Platin1      | 55.000      | Einzelnachweise                                                                                                |
| Schweden (IFPI)                                                                              | —            | Gold1      | Platin1      | 150.000     | sverigetopplistan.se                                                                                           |
| Schweiz (IFPI)                                                                               | —            | —          | Platin1      | 50.000      | hitparade.ch                                                                                                   |
| Spanien (Promusicae)                                                                         | —            | 7× Gold7   | 5× Platin5   | 710.000     | elportaldemusica.es ES2                                                                                        |
| Vereinigte Staaten (RIAA)                                                                    | —            | 25× Gold25 | 17× Platin17 | 25.900.000  | riaa.com |
| Vereinigtes Königreich (BPI)                                                                 | 17× Silber17 | 16× Gold16 | 17× Platin17 | 9.360.000   | bpi.co.uk |
| Insgesamt                                                                                    | 17× Silber17 | 83× Gold83 | 81× Platin81 |             | |